# Drepanosticta pytho
Drepanosticta pytho – gatunek ważki z rodziny Platystictidae.